# Ернест Меріме
Ерне́ст Меріме́ (* 27 Березень 1846 Ліон — 14 січня 1924, Мадрид) — французький філолог-романіст, іспаніст та літературознавець.

## Біографія
Ернест Меріме, батько якого був військовим лікарем, відвідував школи в Парижі, Меці, Тулузі, Ла-Рошелі, Іль д'Олероні, Дюнкерку і Сіді-Бель-Аббес; середню школу закінчив у Алжирі. З 1865 року навчався в Ліцеї Людовіка Великого, у 1871 році пройшов агрегацію і став викладачем середньої школи в По. Звідти він багато подорожував до Іспанії. Згодом став викладачем гімназії в Тулузі, габілітувався в Парижі, захистивши дві дисертації Essai sur la vie et les oeuvres de Francisco de Quevedo 1580—1645 (Париж 1886) та De Antiquis aquarum religionibus in Gallia meridionali ac praesertim у Pyrenaeis montibus (Париж 1886). Згодом був призначений на першу кафедру іспаністики, засновану 1886 року в Тулузькому університеті. З 1910 р. до смерті він був директором новоствореного «Institut français en Espagne» в Мадриді, з 1920 р. його заступником був його син Анрі Меріме, який змінив його на цій посаді в 1924 році.
На честь Ернеста Меріме названа вулиця в Тулузі.

## Вибрані праці
- Première partie des Mocedades del Cid de Don Guillén de Castro, Toulouse 1890, New York/London 1971
- Précis d'histoire de la littérature espagnole, Paris 1908 (525 с), 1922 (670 с);
- Le poème du Cid. Extraits, Paris 1915
- Le romancero espagnol, Paris 1918.